# (303775) 2005 QU182
(303775) 2005 QU182 est un objet transneptunien faisant partie des objets épars.

## Caractéristiques
Il possède une magnitude absolue de 3,6. Son aphélie se trouve à 190 ua, son périhélie se trouve à 37 ua, pour un demi-grand axe de 113 ua. Il s'agit donc d'un objet épars. 
Son diamètre se situe entre 638  et   1 425 km. Il s'agit donc d'un candidat possible pour être une planète naine.
Ce corps a été découvert en 2005, des observations remontant à 1974 ont pu être trouvées.
Son dernier passage au périhélie date de 1971.